# Xenofrea seabrai
Xenofrea seabrai är en skalbaggsart som beskrevs av Tavakilian och Néouze 2006. Xenofrea seabrai ingår i släktet Xenofrea och familjen långhorningar. Inga underarter finns listade i Catalogue of Life.